# التحكيم التجاري ( قطر )
التحكيم التجاري هي عملية قضائية توافقية مستقلة عن السلطة التنفيذية للدولة والسلطات التشريعية والقضائية التي يتفق طرفا العقد على عرض النزاع على المحكم (أو هيئة المحكمين، عادة ثلاثة), يرشح إما مباشرة من قبل الأطراف أو للأطراف من قبل مؤسسة تحكيم دولية (أو نادرا من قبل محكمة وطنية), لحل نزاعهم عن طريق إصدار قرار نهائي وملزم وفقًا للقواعد الإجرائية التي تختارها الأطراف مما يتيح لهم فرصة الاستماع إليهم

## نشأة التحكيم في قطر
تم اطلاق أول مركز للتحكيم التجاري في دولة قطر عام ٢٠٠٦  بموجب قرار من مجلس إدارة غرفة تجارة وصناعة قطر لإنشاء آلية فعالة وسريعة لتسوية الخلافات التجارية أو المالية بين الشركات الوطنية أو بين الشركات الوطنية ونظيراتها الأجنبية، ويأتي ذلك التوجه كأحد الوسائل البديلة لفض المنازعات، حيث أنها توفر إطاراً قانونياً غير رسمي بعيداً عن محاكم الدولة لتسوية المنازعات التجارية والمدنية التي قد تنشأ بين الأطراف الوطنية أو الأجنبية بشكل فعال وموفر للجهد والمال والوقت

## أول قانون للتحكيم في قطر
ولكن ولمدة عشر سنوات لاحقة لم يصدر قانون وطني لتنظيم قواعد وأليات التحكيم التجاري إلا أن  صدر أول قانون قطري في فبراير 2017  ليقرر في مادته الثالثة أن أحكام هذا القانون، تسري  إذا نشأ النزاع حول علاقة قانونية ذات طبيعة اقتصادية، تعاقدية كانت أو غير تعاقدية، ويشمل ذلك المعاملات التجارية أو الاستثمارية أو المالية أو المصرفية أو الصناعية أو التأمينية أو السياحية أو غيرها من المعاملات ذات الطابع الاقتصادي.

## أشهر مراكز التحكيم في قطر
منذ عام 2006 أدخل  عدد من مكاتب المحاماة القطرية أو الأجنبية العاملة في قطر قضايا التحكيم التجاري ضمن اختصاصاتها غير ان مركز قطر الدولي للتوفيق والتحكيم بغرفة تجارة وصناعة قطر يظل ابرزها وأشهرها  حيث يسعى هذا  المركز لمتابعة أحدث النظم والاتجاهات في تنظيم إجراءات التحكيم والتوفيق من خلال اعتماده على قواعد خاصة بلجنة الأمم المتحدة للقانون التجاري الدولي (الأونسيترال) بصيغته المنقحة التي أعدت في عام 2010  وبتعديلات طفيفة تتواكب مع طببعة الأعمال التجارية في دولة قطر.

## قضايا ومبالغ متزايدة تخضع للتحكيم التجاري
لوحظ وبعد صدور قانون التحكيم التجاري لعام 2017أن تزايدت القضايا التي تخضع للتحكيم التجاري في دولة قطر، كما تزايدت المبالغ الخاضعة للتحكيم، حيث أعلن وزير العدل القطري مسعود العامري آن الوحدة الإدارية المختصة بوزارة العدل  استقبلت خلال عام 2022 عدد 41 حكم تحكيم كما استقبلت  عام 2021 عدد 43 حكم تحكيم بإجمالي مطالبات تجاوزت تسعة مليارات ريال (2.465)مليار دولار وقد كان لمركز قطر الدولي للتوفيق والتحكيم التابع لغرفة قطر النصيب الأكبر من تلك الاحكام، فيما صرح الدكتور ثاني بن علي آل ثاني عضو مجلس الإدارة للعلاقات الدولية بمركز قطر الدولي للتوفيق والتحكيم التابع لغرفة قطر، لوكالة الأنباء القطرية في عام 2021  أن قيمة القضايا التي تلقاها المركز خلال عام 2020  بلغت نحو مليارا وستمائة وواحد وأربعين مليونا وخمسمائة ألف ريالا (450) مليون دولار، مبيناً أن العدد الكلي للقضايا التي نظرها المركز بلغت مائة واثنتين وستين قضية تحكيمية، حيث أصدر المركز حكماً تحكيميا في 75 منهاً، فيما بلغ إجمالي عدد القضايا لعام 2021 نحو  30 قضية تحكيمية، فيما بيّن أن أغلب القضايا التي نظرها المركز تتعلق بعقود الإنشاءات والتطوير العمراني والتنمية العقارية ومشاكل نقص في المواد الأولية ومواد البناء، ومشاكل متعلقة بالطاقة والعمالة.